# Passiflora jamesonii
Passiflora jamesonii är en passionsblomsväxtart som först beskrevs av Maxwell Tylden Masters, och fick sitt nu gällande namn av Jacob Whitman Bailey. Passiflora jamesonii ingår i släktet passionsblommor, och familjen passionsblomsväxter. Inga underarter finns listade i Catalogue of Life.